# Низини
Низини (пол. Niziny), раніше Дусівці — село на Закерзонні в Польщі, у гміні Орли Перемишльського повіту Підкарпатського воєводства.
Населення — 967 осіб (2011).

## Назва
Понад півтисячоліття село називалося Дусівці. В 1977 р. в ході кампанії ліквідації українських назв серед 120 сіл були перейменовані й Дусівці, хоча на 5 років у 1981—1986 рр. селу повертали історичну назву.

## Розташування
Розміщене недалеко від кордону з Україною. Село розташоване за 16 км на північний схід від Перемишля та 67 км на схід від Ряшева.

## Історія
Вперше згадуються Дусівці 15 вересня 1388 р., коли король Владислав Ягайло на прохання Яська зі Спрови гербу Одровонж перевів село з польського права на магдебурзьке.
До 1772 р. село входило до Перемишльської землі Руського воєводства.
15 листопада 1860 р. через село прокладена Галицька залізниця імені Карла Людвіга зі станцією в селі.
У 1880 р. село належало до Перемишльського повіту Королівства Галичини та Володимирії Австро-Угорської імперії, у селі було 752 жителі, 736 були греко-католиками, 6 — римо-католиками, а 10 — юдеями.
У 1934—1939 рр. село належало до ґміни Стубно Перемишльського повіту Львівського воєводства. У 1939 році в селі проживало 690 мешканців, з них 670 українців-грекокатоликів, 5 українців-римокатоликів, 15 євреїв.
У липні 1944 року московсько-більшовицькі війська оволоділи селом і незабаром оголосили про передачу території Польщі. Українців у 1945 р. добровільно-примусово виселяли в СРСР, понад тиждень тримали під відкритим небом на станції Журавиця за 8 км від Дусівців. Коли скінчилися харчі, дусівчани поїхали до своїх стодол за залишеними припасами, однак їх зустріли приїжджі з-під Львова поляки, які заявили, що тут уже все польське, і нічого не дозволили взяти українцям. Українці про сутичку повідомили УПА і 17 вересня 1945 р. село серед ночі було спалене дощенту, а польські переселенці змушені були виїхати під Вроцлав. А 1947 року тут поселились поляки з Ганзлювки з-під Ланцута. Планування та забудова села зазнали значних змін.
У 1975—1998 роках село належало до Перемишльського воєводства.

## Демографія
Демографічна структура станом на 31 березня 2011 року:
|          | Загалом | Допрацездатний вік | Працездатний вік | Постпрацездатний вік |
| -------- | ------- | ------------------ | ---------------- | -------------------- |
| Чоловіки | 491     | 118                | 339              | 34                   |
| Жінки    | 476     | 90                 | 310              | 76                   |
| Разом    | 967     | 208                | 649              | 110                  |

## Церква
У 1641 році українці збудували дерев'яну греко-католицьку церкву Покрови Пресвятої Богородиці, яка мала статус парафіяльної. Будівничим був тесля Щірб'явий Іван. З 1822 року і до виселення українців вона мала філіяльний статус, належавши до парафії Валява Перемиського деканату (після Першої світової війни — Радимнянського деканату) Перемишльської єпархії. Після виселення українців, церква занепала, а у 1952 році розібрана на будматеріали.

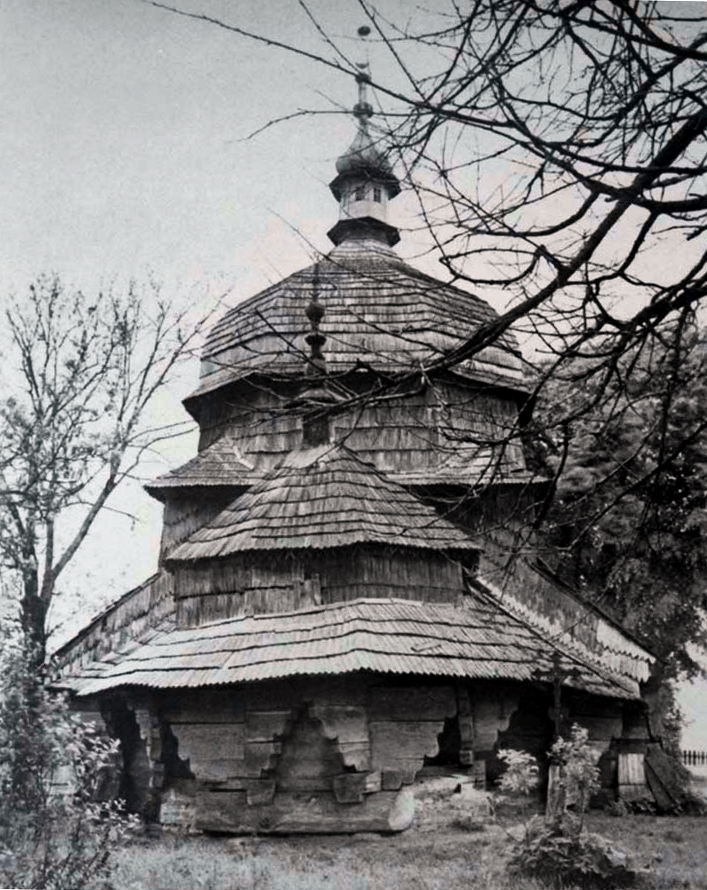
Вигляд храму у 1930-х роках.
Вигляд споруди перед руйнацією.
Церква Покрови у Дусівцях в середині ХХ ст.
Церква Покрови Богородиці у Дусівцях під час руйнаціїу 1952 році
Руїни церкви у 1952 році

## Відомі люди
Уродженці
- Альфонс Созанський (1755—1817) — церковний діяч, ієромонах-василіянин, педагог, проповідник.